# Mario Tennis: Ultra Smash
Mario Tennis: Ultra Smash (マリオテニス：ウルトラスマッシュ, Mario Tenisu: Urutora Sumasshu) est le sixième  jeu vidéo de tennis de la série Mario Tennis, développé par Camelot Software Planning et édité par Nintendo sur Wii U, sorti en novembre 2015 en Amérique du Nord, Europe et Australie, et janvier 2016 au Japon.

## Système de jeu

### Généralités
Mario Tennis: Ultra Smash propose des matchs de tennis en simple ou en double se déroulant dans l'univers de Super Mario. Différents modes de jeu sont proposés, comme des matchs de tennis classiques, avec utilisation d'objets bonus ou non, des matchs en tie-break contre l'intelligence artificielle ou encore des matchs dans lesquels il faut récupérer un Méga-Champignon pour devenir plus grand et ainsi frapper plus fort dans la balle. Pour la première fois de la série, un mode en ligne est présent.
Le jeu est compatible avec les figurines amiibo, qui peuvent être utilisés en tant que partenaires pour les matchs en double. Plus un amiibo prend part à des matchs, plus gagne de l'expérience et du niveau de jeu. Les amiibo compatibles sont Mario, Toad, Bowser, Peach, Harmonie, Luigi, Yoshi, Wario et Donkey Kong.
Mario Tennis: Ultra Smash est jouable avec le Wii U GamePad, la manette Wii U Pro et la Télécommande Wii, mais le contrôle par le mouvement n'est pas utilisé,.

### Personnages
Le jeu comprend initialement un total de douze personnages jouables, chacun disposant d'un style de jeu qui lui est propre. De plus, quatre personnages sont à débloquer. Parmi les personnages, le jeu marque l'apparition d'Harmonie, de Toadette et de Princesse Libella.
Les personnages sont répartis selon six catégories influençant leurs statistiques et leur manière de jouer. Ainsi, un personnage complet dispose de statistiques plutôt équilibrées, alors qu'un type technique a tendance à mieux envoyer les balles dans les coins du court. De même, le type défense voit ses réceptions de balles facilitées, tandis qu'un type puissance peut envoyer des coups rapides au détriment de sa vitesse. Enfin, un type ruse envoie des balles dont la trajectoire est incurvée, rendant ainsi sa direction plus aléatoire, et un type vitesse bénéficie d'un excellente vitesse de déplacement sur le terrain.
- Mario (complet)
- Luigi (complet)
- Toad (vitesse)
- Peach (technique)
- Daisy (complet)
- Harmonie (puissance)
- Bowser (puissance)
- Wario (puissance)
- Waluigi (défense)
- Yoshi (vitesse)
- Boo (ruse)
- Donkey Kong (puissance)
- Toadette (ruse)
- Bowser Jr. (ruse)
- Bowser Skelet (défense)
- Princesse Libella (technique)

## Développement
Le jeu est annoncé durant le Nintendo Direct lors de l'E3 2015. 

## Accueil
Le jeu a reçu de mauvaises critiques, tout d'abord à cause de son manque de contenu. Les méga-champis sont très mal reçus car ils arrivent aléatoirement dans les rencontres, et un joueur peut ainsi facilement battre son adversaire, et ne donnent pas de plaisir. Jeuxvideo.com qualifie le jeu d'un désastre qui n'a pas sa place dans la série.